# Levi von Bonn
Levi von Bonn (alias Löw Kraus; * ca. 1570; † um 1621) war ein deutsch-jüdischer Hoffaktor am Kurkölnischen Hofe von Erzbischof Ernst von Bayern. Er spielte eine zentrale Rolle in der Denunziation der Frankfurter Rabbinerverschwörung von 1603.

## Leben
Levi von Bonn (von Poppelsdorf) war ein jüdischer Vorsteher in Bonn. Der auf Einnahmen angewiesene Kölner Kurfürst Ernst erteilte ihm am 8. Februar 1598 eine Kommission und Bestallung, Aufsicht über die Juden zu halten und von ihnen Steuern und Strafen einzufordern. Er führte einen langen Prozess gegen den Koblenzer Arzt und Trierer Hoffaktor Wolf zu Koblenz vor dem kurkölnischen und dem Reichskammergericht. Ein Jahr nach der Versammlung war Levi Beklagter des Wolf von Koblenz in einem Prozess in Menden im Herzogtum Westfalen (dem Ernst auch vorstand). Um die Kläger zu belasten, gab er dort an, dass in Frankfurt beschlossen worden sei, zukünftig kein Urteil der Obrigkeit mehr anzuerkennen. Schon zu Beginn des Prozesses hatte er sich an den Kurfürsten Ernst gewandt und davon gesprochen, dass es in Frankfurt zu einer unerhörten Verschwörung gegen die christliche Obrigkeit gekommen sei. Die Strategie Levis hatte Erfolg, er wurde freigesprochen und die Kläger mussten Entschädigung zahlen. Seine Gegner wurden inhaftiert. 1605 erhielt er zur Belohnung noch einen besonders günstigen Schutzbrief des Kaisers Rudolf II., den Kaiser Ferdinand II. 1620 bestätigt hat. Auch hier wurde er gegenüber anderen Juden bevorzugt.
In Frankfurter Quellen heißt es, der Jude und angebliche „Metzger“ Löw Kraus habe dem Bischof Ernst die Frankfurter Rabbinerverschwörung von 1603 verraten. In anderen hebräischen Dokumenten soll Levi 1615/16 unkoscheres Fleisch verzehrt oder verkauft haben. Dahinter steckte ein Streit mit dem neuen Landrabbiner, der sich gegen einen Minhag, einen besonderen halachischen Brauch, durchsetzen wollte, der in Kurköln als althergebrachte Tradition galt, die Levi verteidigte. Dabei stand die kultische Reinheit einer (teuren) geschlachteten Kuh im Mittelpunkt, wenn sie sich an einer verschluckten Nadel innerlich verletzt hatte. Levi trat für die großzügige Kölner Tradition ein. Erst die Dissertation Birgit Kleins (Duisburg 1998) erwies die Identität beider Personen.
1610 gab es einen Mordanschlag auf Levi in Bonn, hinter dem Juden aus der Stadt gesteckt haben sollen. Der Kurfürst nutzte dies, um neue Judenabgaben einzuführen. Zwar durfte Levi kein Haus erwerben, doch mietete er unmittelbar am Marktplatz in der Sternstraße das Haus Zum goldenen Ring. Vor seinem Tod (nach Januar 1621) hat Levi/Kraus die Bonner Juden zu sich gerufen, ihnen gestanden, er wolle im Tod für seine Sünden büßen, und sie gebeten, seinen Leichnam über die Erde zu schleifen und ihn hart herunterzuwerfen, als werde er zu Lebzeiten gesteinigt. Dies geschah. Levi/Kraus hatte aber gleichzeitig dem Kurfürsten mitgeteilt, falls er Zeuge werden wolle für das, was Juden einem gehassten Glaubensgenossen noch nach seinem Tod antäten, müsse er nur seiner Beerdigung beiwohnen. So hatte denn der Kurfürst einen heimlichen Beobachter abgestellt, der die Beerdigungsgesellschaft festnahm. Seine Söhne waren vermutlich Bernd Levi, gegen den im Herzogtum Kleve die Gomperz unter Elias Gomperz stritten, Vorsteher um 1650 in mehreren westlichen Territorien Brandenburgs, sowie Salomon Levi, Vorsteher um 1650 im Stift Paderborn, sowie Nini Levi, Vorsteher im Hochstift Münster.